# Noah Centineo
Noah Gregory Centineo, föddes 9 maj 1996 i Boynton Beach, Florida som son till Kellee Andes Centineo och Gregory Centineo. Han är en amerikansk skådespelare mest känd för sina roller i TV-serien The Fosters, och filmerna How to Build a Better Boy, To All the Boys I've Loved Before och Sierra Burgess Is a Loser.

## Filmografi (i urval)

### Film[3]
- 2014 – How to Build a Better Boy
- 2018 – To All the Boys I've Loved Before
- 2018 – Sierra Burgess Is a Loser
- 2019 – Charlie's Angels
- 2022 – Black Adam

### TV-serier[3]
- 2015–2018 – The Fosters (TV-serie)
- 2017–2018 – Tagged (TV-serie)